# Kronenbrüter
|  | Dieser Artikel wurde aufgrund von formalen oder inhaltlichen Mängeln in der Qualitätssicherung Biologie zur Verbesserung eingetragen. Dies geschieht, um die Qualität der Biologie-Artikel auf ein akzeptables Niveau zu bringen. Bitte hilf mit, diesen Artikel zu verbessern! Artikel, die nicht signifikant verbessert werden, können gegebenenfalls gelöscht werden. Lies dazu auch die näheren Informationen in den Mindestanforderungen an Biologie-Artikel. |

Als Kronenbrüter werden in der Ornithologie Vögel bezeichnet, die ihre Nester in Baumkronen anlegen. Zu den Kronenbrütern gehören in Mitteleuropa unter anderem Arten wie Buchfink, Eichelhäher, Saatkrähe sowie einige Greifvögel, etwa Habicht, Sperber und Mäusebussard, in Auwaldgebieten auch der Pirol oder Schnäpper-Arten wie Grauschnäpper, Trauerschnäpper und Halsbandschnäpper.